# Елба (Небраска)
Елба (енгл. Elba) град је у америчкој савезној држави Небраска.

## Демографија
По попису из 2010. године број становника је 215, што је 28 (-11,5%) становника мање него 2000. године.
| Група             | 2000.       | 2010.       |
| Белци             | 237 (97,5%) | 206 (95,8%) |
| Афроамериканци    | 0 (0,0%)    | 1 (0,5%)    |
| Азијати           | 0 (0,0%)    | 0 (0,0%)    |
| Хиспаноамериканци | 2 (0,8%)    | 5 (2,3%)    |
| Укупно            | 243         | 215         |